# Насер Аль-Саухі
Насер Аль-Саухі (* 24 червня 1974-2004) — колишній кувейтський футболіст, який грав на позиції нападника та півзахисника, представляв свою країну на міжнародних змаганнях.

## Кар'єра гравця

### Клубна кар'єра
Кар'єра Аль-Саухі розпочалася 1992 року в одному з місцевих футбольних клубів Кувейту — «Аль-Тадамоні».
У квітні 1995 року скаути «Динамо» (Київ) помітили його на відборі до чемпіонату світу U-20 в Катарі. Скаути порадилися з Валерієм Лобановським, який у той час працював у Кувейті. Він схвалив бажання придбати молодого кувейтця. У червні 1995 року гравець був запрошений до «Динамо» і 15 червня 1995 року дебютував у матчі чемпіонату України проти «Миколаєва» (4:0). Київський клуб запропонував гравцеві довгостроковий контракт, але його колишній клуб погодився лише на оренду футболіста за 500 тис. доларів. «Динамо» не погодилась з умовами арабського клубу, і Аль-Саухі повернувся в Кувейт. До 2005 року він виступав за «Аль-Тадамон».

### Міжнародна кар'єра
Аль-Саухі отримав свій перший виклик до збірної Кувейту ще 1997 року, проте дебютував в ній лише 24 жовтня 2000 року. В тому матчі його збірна у додатковий час програла з рахунком 2:3 Саудівській Аравії у чвертьфіналі кубка Азії 2000 року в Лівані. В цілому він зіграв 5 матчів за збірну та забив один гол.

## Титули і досягнення
- Бронзовий призер Азійських ігор: 1994